# Селективность (химия)
Селективность — критерий, применяемый в химии для количественной оценки эффективности протекания целевой реакции при наличии побочных процессов. Различают полную, или интегральную селективность, определяемую как соотношение между количеством полученного целевого продукта и всех продуктов процесса, а также мгновенную, или дифференциальную селективность, определяемую как  соотношение между скоростью целевой реакции и скоростью расходования исходного реагента. Селективность также является одной из основных характеристик катализатора.

## Селективность в химической технологии

### Полная, или интегральная селективность
Если целью химического процесса является получение некоего продукта (целевого), то при организации процесса стремятся повысить выход этого продукта. Выход продукта определяется как соотношение между количеством действительно полученного продукта и количеством, которое теоретически можно было бы получить при полной переработке всего исходного реагента в целевой продукт. Выход определяется двумя параметрами — степенью превращения (конверсии) исходного реагента и селективностью. Степень превращения показывает, какая доля исходного реагента была израсходована в ходе проведения процесса. Селективность же определяет, какая доля израсходованного реагента пошла на образование целевого продукта. Для обеспечения высокого выхода целевого продукта недостаточно только высокой степени конверсии или высокой селективности, выход продукта определяется совокупностью этих факторов.
Например, пусть N0 моль вещества А поступило в реактор, и Nx моль вещества A прореагировало, причем на образование продукта B было израсходовано NB моль, а на образование побочных продуктов C и D было израсходовано NC и ND моль вещества A. Тогда селективность S реакции по целевому продукту B составит:
- SB=NB / (NB+NC+ND) или SB=NB / Nx

Степень превращения (конверсии) реагента A в этом примере будет равна соотношению между числом моль прореагировавшего вещества A к числу моль, поступившему в реактор:
- KA=Nx / N0

Выход продукта ηB в этом примере будет равен соотношению между числом моль реагента A, пошедшего на образование целевого продукта, к числу моль, поступившему в реактор:
- ηB= NB / N0

Таким образом, между выходом продукта B, селективностью процесса в отношении образования  B и степенью превращения (конверсии) исходного реагента A и существует простая взаимосвязь:
- ηB= SB • KA

### Мгновенная, или дифференциальная селективность
Скорости протекания химических реакций зависят от многих факторов, в том числе температуры и концентрации реагентов. В ходе проведения химического процесса эти параметры могут изменяться, в результате чего скорости различных реакций меняются, в результате чего соотношение между скоростью образования целевого продукта и общей скоростью расходования реагента (то, что понимают как мгновенную, или дифференциальную селективность) также изменяется. Для расчета выхода продукта в этом случае необходимо произвести интегрирование мгновенной селективности по изменяющемуся параметру.

## Селективность катализатора
Селективность является одной из основных характеристик катализатора, она определяется как способность катализатора избирательно увеличивать скорость одной из реакций (целевой реакции) при наличии нескольких побочных. Особенно высокой селективностью отличаются ферменты (их селективность достигает 95 — 100%), затем идут гомогенные катализаторы. Селективность гетерогенных катализаторов обычно ниже, порядка 70%.